# Струк, Владимир Алексеевич
Владимир Алексеевич Струк (укр. Володимир Олексійович Струк; 15 мая 1964, Лозовский, Луганская область — 2 марта 2022, Кременная, Луганская область) — украинский политик, бывший глава города Кременная (2020—2022), бывший народный депутат Украины (2012—2014), член Партии регионов, бывший глава посёлка Юбилейное (2006—2014), имел пророссийские взгляды, коллаборант с РФ.

## Биография

### Образование
Окончил Кременскую школу-интернат № 3, с 1979 по 1982 год учился в Ворошиловградском ПТУ № 25 в пгт Юбилейный. Прошёл срочную службу в рядах Советской армии.
В 2001 году окончил Луганский институт внутренних дел.
В 2009 году окончил Киевскую национальную академию государственного управления при Президенте Украины.

### Трудовая деятельность
Работал водителем 1 класса в Александровском автопредприятии−12663.
С 1984 по 1989 год работал мастером производственного обучения в Ворошиловградской автошколе.
В 1989 году недолго работал электрогазосващиком 4 разряда на шахте «Луганская № 1», потом начальником производственного отдела в ООО «Металоузор».
С 1990 по 1998 год являлся директором коллективного сельскохозяйственного предприятия «Артель-Центр» (Луганск).

### Политическая деятельность
В 1998 году был избран депутатом Луганского городского совета II созыва.
В 2002 году избран депутатом Луганского городского совета IV созыва.
С 2006 по 2012 год являлся председателем Юбилейного поселкового совета Луганска.
На парламентских выборах 2012 года был избран народным депутатом Верховной Рады Украины как самовыдвиженец по одномандатному мажоритарному избирательному округу № 104, на котором с большим разрывом опередил кандидата от Партии Регионов. По результатам голосования одержал победу набрав 39,98 % голосов избирателей. Вышел из состава фракции Партии регионов в июле 2014 года.
Поддерживал движение Антимайдан в Луганске, выступал на митингах возле захваченного протестующими здания СБУ, финансировал строительство первого блокпоста самопровозглашённой ЛНР на выезде из города. В мае 2014 года выступил в поддержку Олега Царёва и народного губернатора Валерия Болотова, которые объявили референдум о независимости ЛНР. После начала Войны на Донбассе Струк бежал в Крым, с 2016 года жил в городе Кременная.
16 мая 2014 года стало известно, что против Владимира Струка было начато уголовное производство Луганской областной прокуратурой по признакам призывов к нарушению территориальной целостности Украины. Второе уголовное производство по фактам совершения Струком действий, направленных на насильственное изменение или свержение конституционного строя или на захват государственной власти было открыто в 2019 году. Но, никаких последствий эти производства для него не имели.
Официально с 2014 по 2020 год работал юристом, был председателем наблюдательного совета ООО «ПИНТА — Кременской пивоваренный завод».
На местных выборах 25 октября 2020 года политика избрали городским головой Кременной с результатом 51,68 % голосов избирателей из пришедших на участки. Он выдвигался на этот пост от партии «ОПЗЖ».

### Похищение и убийство
Владимир Струк был похищен неизвестными людьми в камуфляжной форме 1 марта 2022 года. На следующий день он был найден с ранением в области сердца. Вечером 2 марта советник главы МВД Украины Антон Геращенко опубликовал в своём телеграм-канале фото тела Владимира Струка, сообщив, что тот был убит «неизвестными патриотами». Антон Геращенко добавил, что украинские правоохранительные органы на протяжении 8 лет с начала российской агрессии «ничего не смогли поделать с откровенным сепаратистом», так как у Струка, «было много денег». Однако когда российские войска подошли на 15 километров к Кременной, «Струка судили судом народного трибунала. В последнюю неделю Владимир Струк активно занял пророссийскую позицию, агитируя депутатов ОТГ к коммуникации с РФ и „ЛНР“, собирал депутатов по этому поводу», — написал Геращенко. «Одним предателем Украины стало меньше», — подытожил он.

## Семья
Жена — Елена Петровна Струк, сын — Степан Струк (род. 1997), дочь — Карина Струк-Марченко, живёт в Майами; двое внуков.